# Mô hình khái niệm
Mô hình khái niệm là một đại diện của một hệ thống, được tạo thành từ các thành phần của các khái niệm được sử dụng để giúp mọi người biết, hiểu hoặc mô phỏng một chủ đề mà mô hình đó đại diện. Mô hình khái niệm cũng là một tập hợp các khái niệm. Một số mô hình là các đối tượng vật lý; ví dụ, một mô hình đồ chơi có thể được lắp ráp và có thể được chế tạo để hoạt động giống như đối tượng mà nó làm đại diện.
Thuật ngữ mô hình khái niệm có thể được sử dụng để chỉ các mô hình được hình thành sau quá trình khái niệm hóa hoặc khái quát hóa. Các mô hình khái niệm thường trừu tượng hóa mọi thứ trong thế giới thực cho dù đó là vật chất hay xã hội. Các nghiên cứu ngữ nghĩa có liên quan đến các giai đoạn khác nhau của sự hình thành khái niệm. Ngữ nghĩa cơ bản là về các khái niệm, ý nghĩa mà con người biết suy nghĩ đưa ra cho các yếu tố khác nhau của kinh nghiệm của họ.

## Tổng quan

### Mô hình khái niệm và mô hình mang tính khái niệm
Thuật ngữ mô hình khái niệm là bình thường. Nó có thể có nghĩa là "một mô hình của khái niệm" hoặc nó có thể có nghĩa là "một mô hình mang tính khái niệm". Một sự khác biệt có thể được thực hiện giữa các mô hình là gì và mô hình được làm từ những gì. Ngoại trừ các mô hình mang tính biểu tượng, như mô hình quy mô của Nhà thờ Winchester, hầu hết các mô hình là các khái niệm. Nhưng họ, chủ yếu, được dự định là mô hình của các tình trạng thế giới thực. Giá trị của một mô hình thường tỷ lệ thuận với mức độ tương ứng của nó với trạng thái của quá khứ, hiện tại, tương lai, thực tế hoặc tiềm năng. Một mô hình của một khái niệm khá khác biệt bởi vì để trở thành một mô hình tốt, nó không cần phải có sự tương ứng trong thế giới thực này. Trong các mô hình khái niệm trí tuệ nhân tạo và đồ thị khái niệm được sử dụng để xây dựng các hệ thống chuyên gia và hệ thống dựa trên tri thức; ở đây các nhà phân tích quan tâm đến việc trình bày ý kiến chuyên gia về những gì là sự thật không phải là ý tưởng của riêng họ về những gì là đúng.

### Phân loại và phạm vi của các mô hình khái niệm
Các mô hình khái niệm (mô hình mang tính khái niệm) có phạm vi từ cụ thể hơn, chẳng hạn như hình ảnh trong não của một đối tượng vật lý quen thuộc, đến tính tổng quát chính thức và trừu tượng của các mô hình toán học không xuất hiện trong tâm trí như một hình ảnh. Các mô hình khái niệm cũng có phạm vi về phạm vi của đối tượng mà chúng được sử dụng để đại diện. Chẳng hạn, một mô hình có thể đại diện cho một thứ duy nhất (ví dụ Tượng Nữ thần Tự do), toàn bộ các lớp vật chất (ví dụ điện tử) và thậm chí cả các lĩnh vực rất lớn của đối tượng như vũ trụ vật lý. Sự đa dạng và phạm vi của các mô hình khái niệm là do sự đa dạng của các mục đích của những người sử dụng chúng. Mô hình hóa khái niệm là hoạt động mô tả chính thức một số khía cạnh của thế giới xã hội và thể chất xung quanh chúng ta nhằm mục đích hiểu và giao tiếp. " 